# ديفيد إيفانز (سياسي أمريكي)
ديفيد إيفانز (بالإنجليزية: David Evans) هو سياسي أمريكي، ولد في 3 مايو 1945 في الولايات المتحدة. حزبياً، نشط في الحزب الجمهوري. وقد انتخب عضو مجلس مندوبي فرجينيا الغربية ‏ (12 يناير 2013 – ).